# Simlipal nationalpark
Simlipal nationalpark är en nationalpark i Indien.   Den ligger i delstaten Odisha, i den östra delen av landet, 1 200 km sydost om huvudstaden New Delhi. Simlipal nationalpark ligger 834 meter över havet. Arean är 846 kvadratkilometer.